# Bili Školj
Bili Školj je majhen nenaseljen otok v Jadranskem morju. Pripada Hrvaški. Nahaja se med Funtano in Porečem.
V državnem programu za zaščito in uporabo majhnih, občasno naseljenih in nenaseljenih otokov ter okoliškega morja Ministrstva za regionalni razvoj in sklade Evropske unije je uvrščen med otoke z manjšo nadmorsko višino (skale različnih oblik in velikosti)". Površina otoka je 1.784 m2. Pripada občini Funtana.